# Lista över svenska medaljörer vid olympiska sommarspel

Diagram över svenska medaljer vid respektive sommar-OS.

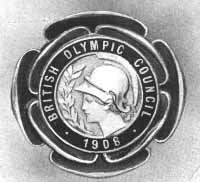
Medalj från 1908. Sverige vann 8 guld, 6 silver och 11 brons det året.

Det här är en lista över svenska medaljörer vid olympiska sommarspel, både totalt för varje spel och över samtliga svenska medaljörer.

## Medaljtoppen
Tabell över antalet svenska medaljer vid de olympiska sommarspelen fördelade per OS. De olika olympiska spelen rankas först efter hur många guld de svenska deltagarna vann, därefter antal vunna silver och därefter antal vunna brons. Tabellen är sorterbar, så det går att se spelen rankade exempelvis efter år eller totalt antal vunna medaljer.
| Placering | År   | Land           | Plats                   | Guld      | Silver    | Brons     | Antal medaljer | Placering efter antal medaljer |
| --------- | ---- | -------------- | ----------------------- | --------- | --------- | --------- | -------------- | ------------------------------ |
| 1         | 1912 | Sverige        | Stockholm               | 24        | 24        | 16        | 64             | 1                              |
| 2         | 1920 | Belgien        | Antwerpen               | 19        | 20        | 25        | 64             | 2                              |
| 3         | 1948 | Storbritannien | London                  | 16        | 11        | 17        | 44             | 3                              |
| 4         | 1952 | Finland        | Helsingfors             | 12        | 13        | 10        | 35             | 4                              |
| 5         | 1932 | USA            | Los Angeles             | 9         | 5         | 9         | 23             | 8                              |
| 6         | 1908 | Storbritannien | London                  | 8         | 6         | 11        | 25             | 6                              |
| 7         | 1956 | Australien     | Melbourne               | 8         | 5         | 6         | 19             | 10                             |
| 8         | 1928 | Nederländerna  | Amsterdam               | 7         | 6         | 12        | 25             | 6                              |
| 9         | 1936 | Tyskland       | Berlin                  | 6         | 5         | 9         | 20             | 9                              |
| 10        | 1924 | Frankrike      | Paris                   | 4         | 13        | 12        | 29             | 5                              |
| 11        | 1972 | Västtyskland   | München                 | 4         | 6         | 6         | 16             | 12                             |
| 12        | 2000 | Australien     | Sydney                  | 4         | 5         | 3         | 12             | 13                             |
| 13        | 2024 | Frankrike      | Paris                   | 4         | 4         | 3         | 11             | 16                             |
| 14        | 2004 | Grekland       | Aten                    | 4         | 2         | 1         | 7              | 22                             |
| 15        | 1976 | Kanada         | Montréal                | 4         | 1         | 0         | 5              | 24                             |
| 16        | 2020 | Japan          | Tokyo                   | 3         | 6         | 0         | 9              | 18                             |
| 17        | 1980 | Sovjetunionen  | Moskva                  | 3         | 3         | 6         | 12             | 13                             |
| 18        | 1984 | USA            | Los Angeles             | 2         | 11        | 6         | 19             | 10                             |
| 19        | 2016 | Brasilien      | Rio de Janeiro          | 2         | 6         | 3         | 11             | 16                             |
| -         | 1906 | Grekland       | Aten (extraspel)        | 2         | 5         | 7         | 14             | ej officiellt spel             |
| 20        | 1996 | USA            | Atlanta                 | 2         | 4         | 2         | 8              | 19                             |
| 21        | 1964 | Japan          | Tokyo                   | 2         | 2         | 4         | 8              | 19                             |
| 22        | 1968 | Mexiko         | Mexico City             | 2         | 1         | 1         | 4              | 26                             |
| 23        | 1992 | Spanien        | Barcelona               | 1         | 7         | 4         | 12             | 14                             |
| 24        | 2012 | Storbritannien | London                  | 1         | 4         | 3         | 8              | 19                             |
| 25        | 1960 | Italien        | Rom                     | 1         | 2         | 3         | 6              | 23                             |
| 26        | 1900 | Frankrike      | Paris                   | 1         | 0         | 1         | 2              | 27                             |
| 27        | 1988 | Sydkorea       | Seoul                   | 0         | 4         | 7         | 11             | 16                             |
| 28        | 2008 | Kina           | Peking                  | 0         | 4         | 1         | 5              | 24                             |
| 29        | 1896 | Grekland       | Aten                    | 0         | 0         | 0         | 0              | 28                             |
| -         | 1904 | USA            | Saint Louis (deltog ej) | 0         | 0         | 0         | 0              | deltog ej                      |
|           |      | Totalt         | 149 (151)               | 176 (180) | 178 (185) | 492 (506) |                |                                |

### Paris 1900

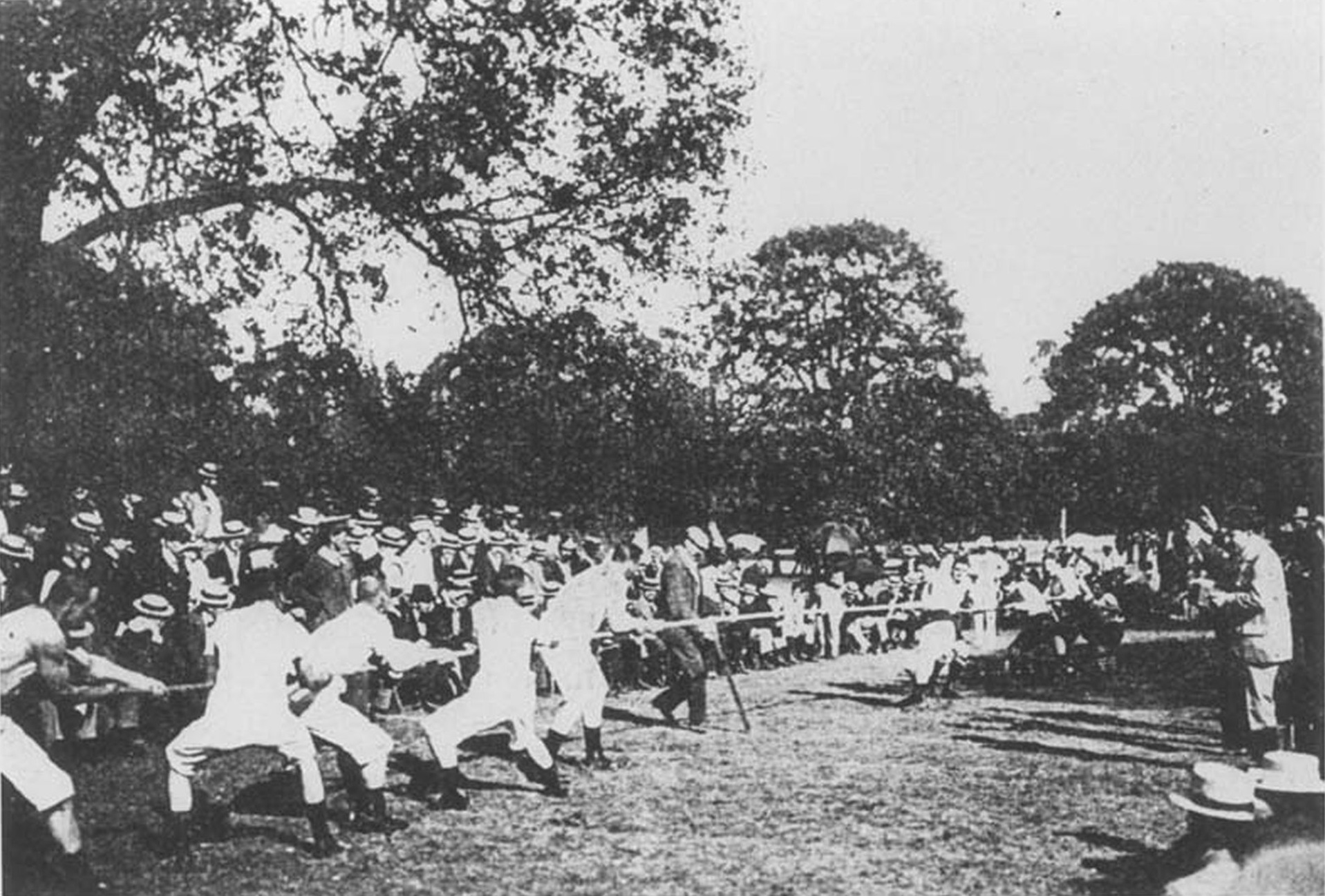
Dragkampen där Sverige vann sitt första OS-guld 1900. Kombinationslaget Sverige/Danmark möter Frankrike.

### Aten 1906

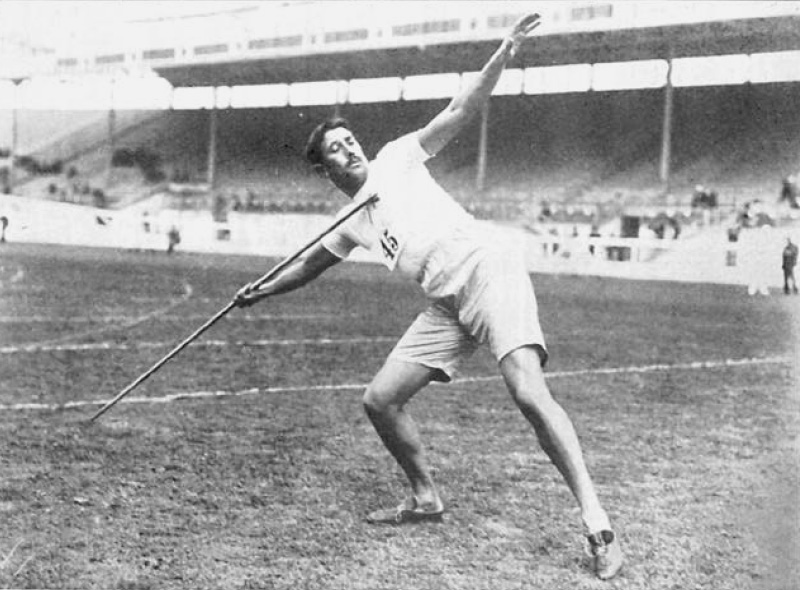
Eric Lemming deltog redan i de olympiska spelen 1900, men placerade sig som bäst på en 4:e plats (höjdhopp). Han vann senare tre guld vid OS 1908 och 1912, men hans kanske bästa olympiska spel var 1906, när han vann ett guld, tre brons, blev fyra i stenstötning och utsedd till spelens ståtligaste idrottare.

### London 1908

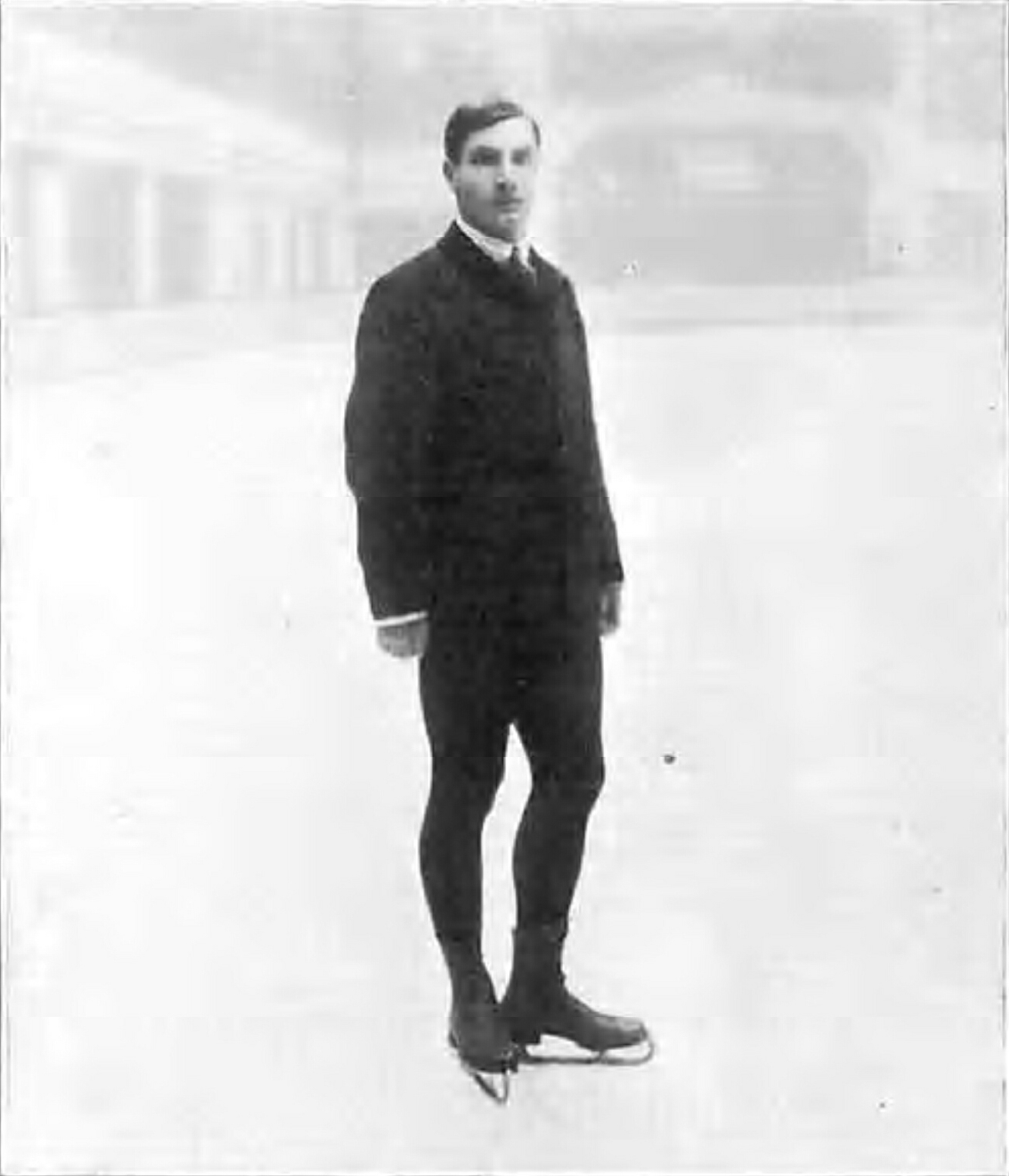
Ulrich Salchow tog guld i konståkning vid de olympiska sommarspelen (!) i London, den 28-29 oktober 1908